# Змагання античних Олімпійських ігор

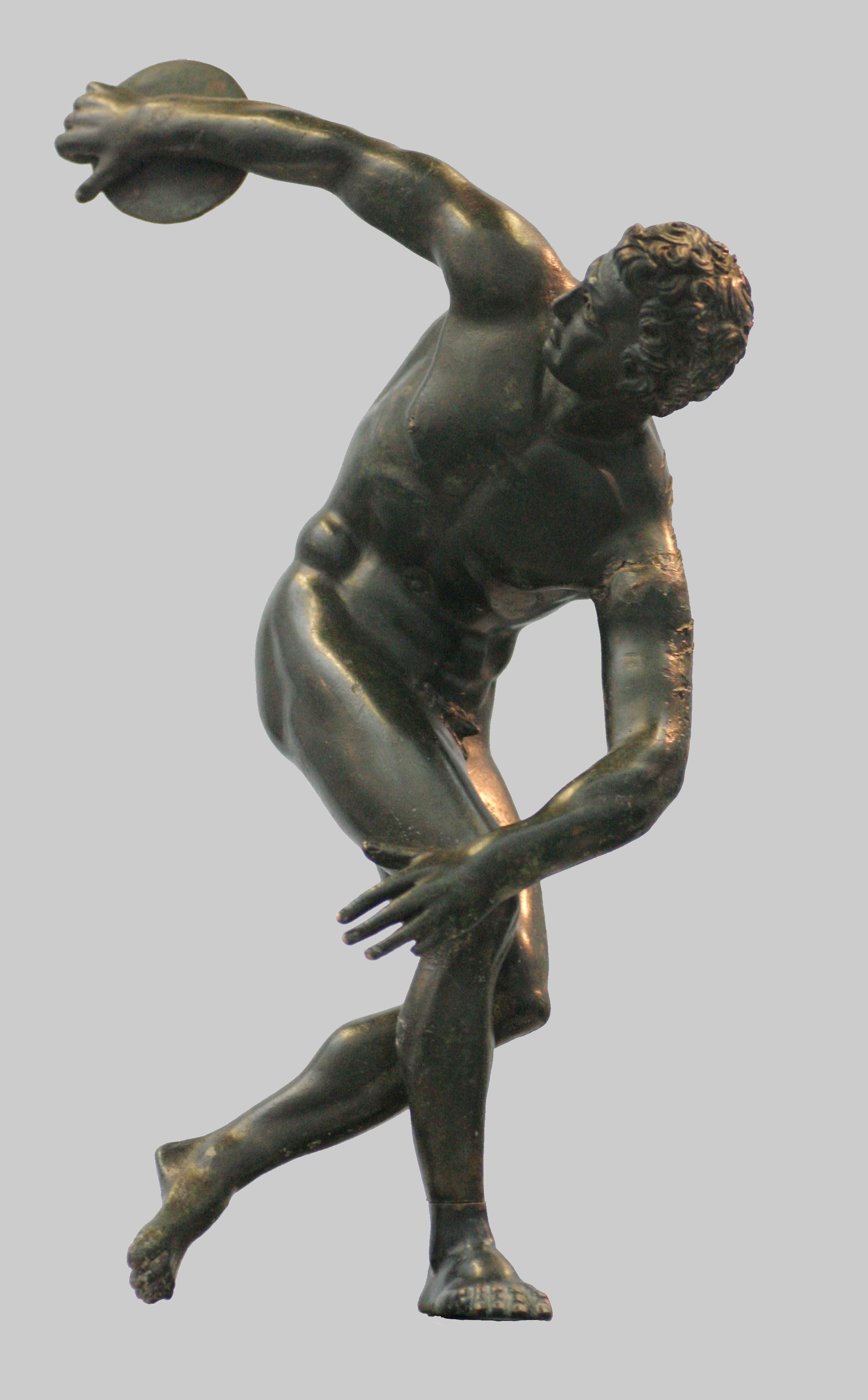
Дискобол. Римська копія грецької статуї (V ст. до н.е.)

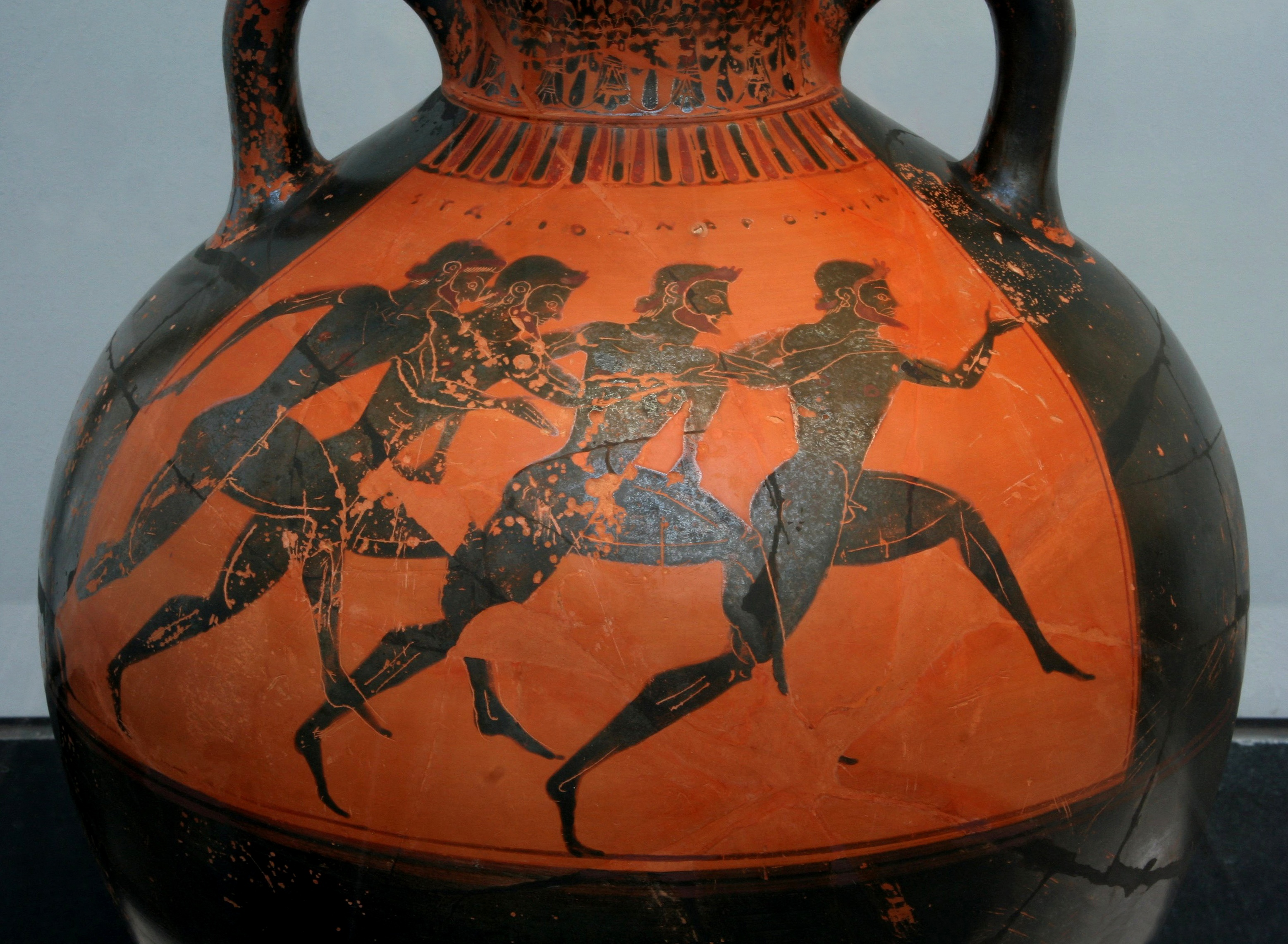
Античний біг (530 р. до н.е.)

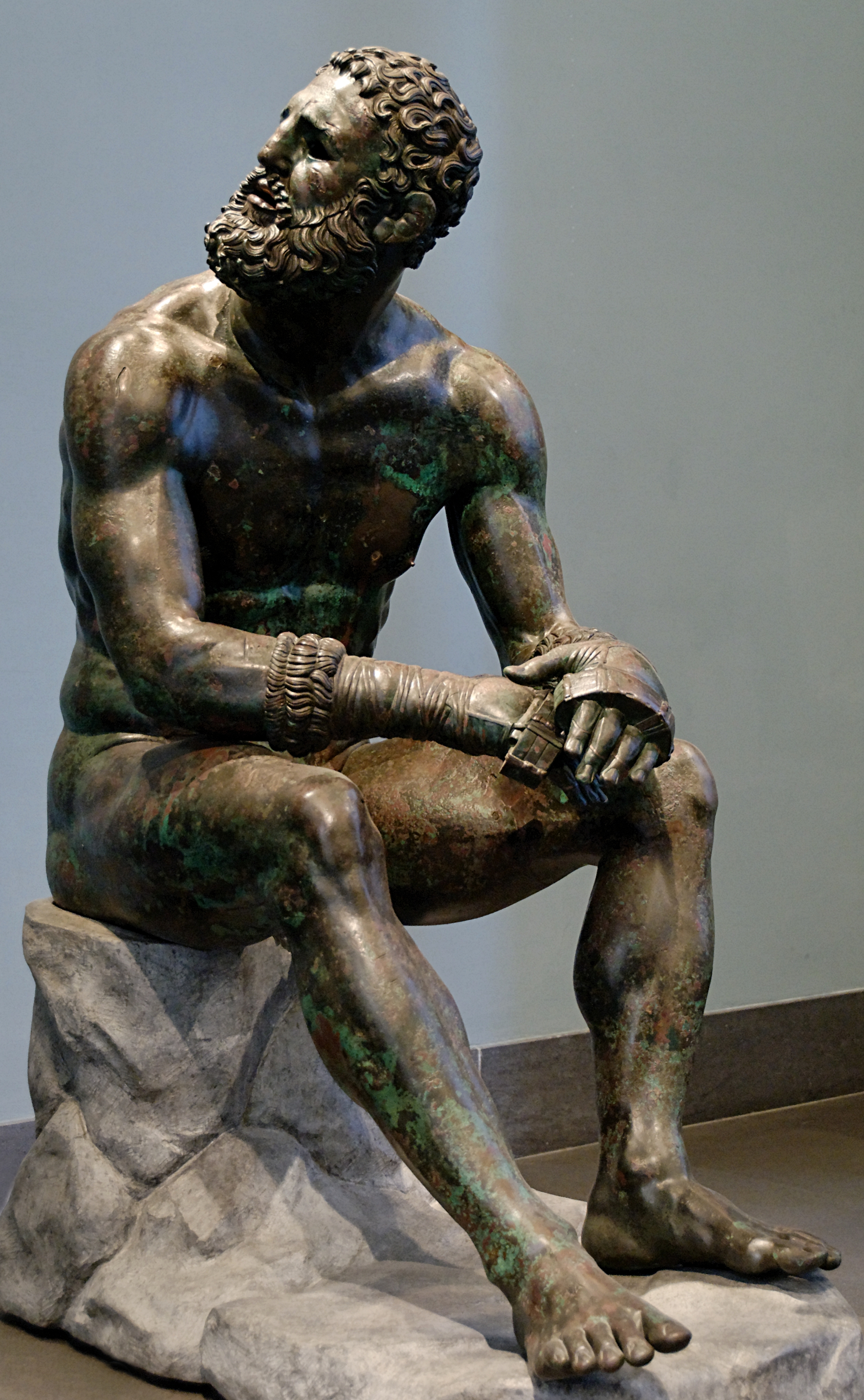
Бронзова скульптура кулачного борця, I ст. до н.е.

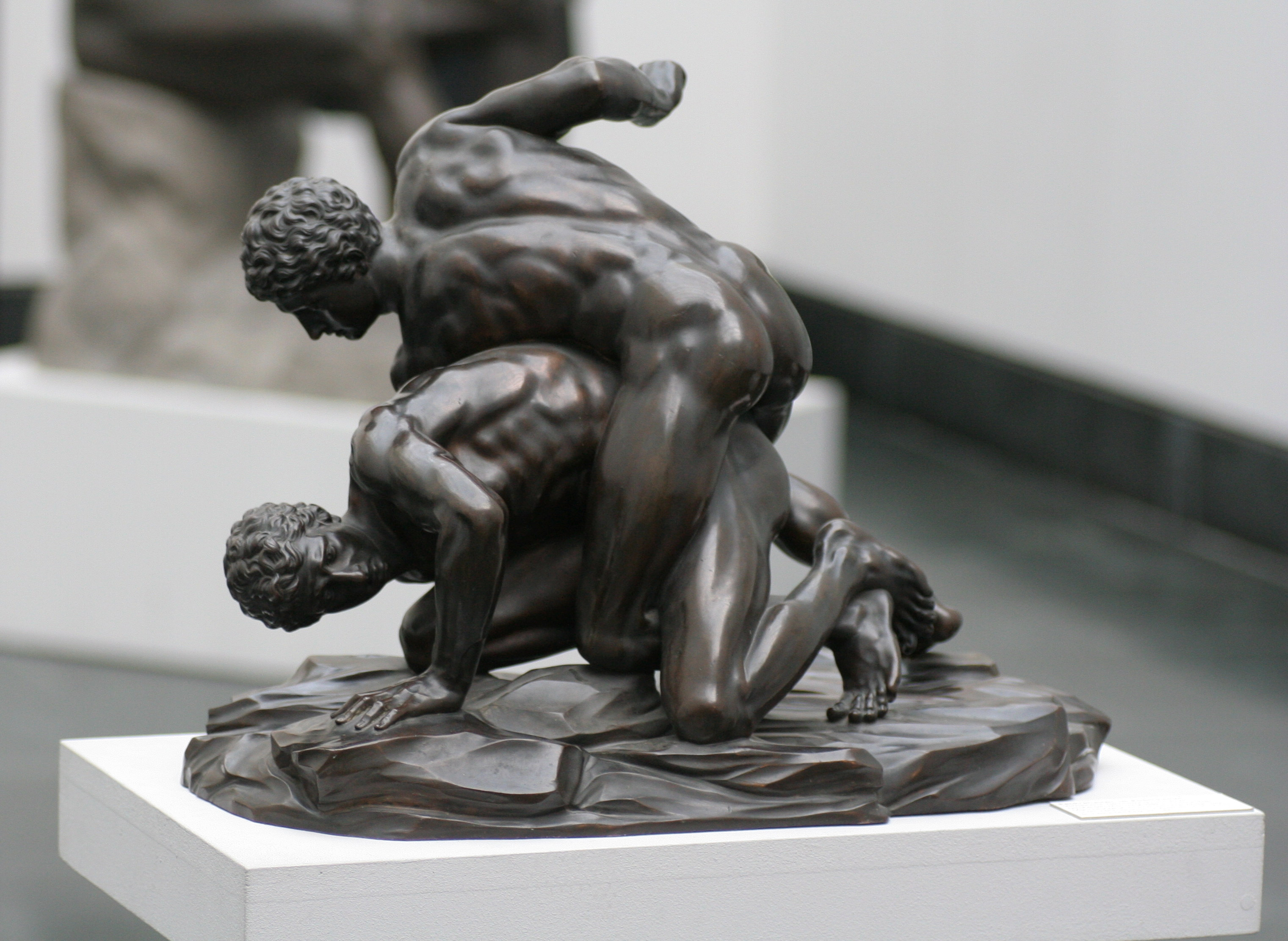
Борці. Бронзова репродукція римської скульптури, виконаної за грецьким оригіналом III ст. до н.е.

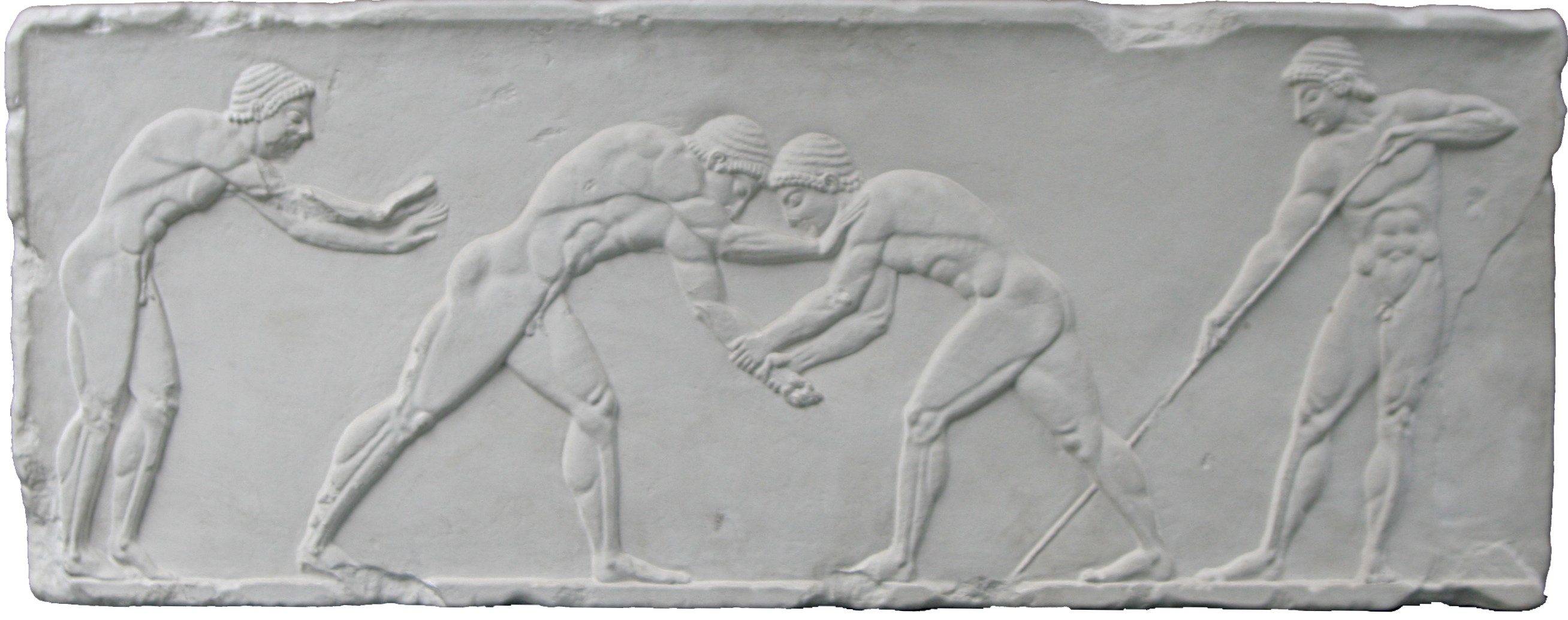
Боротьба. Античний барельєф

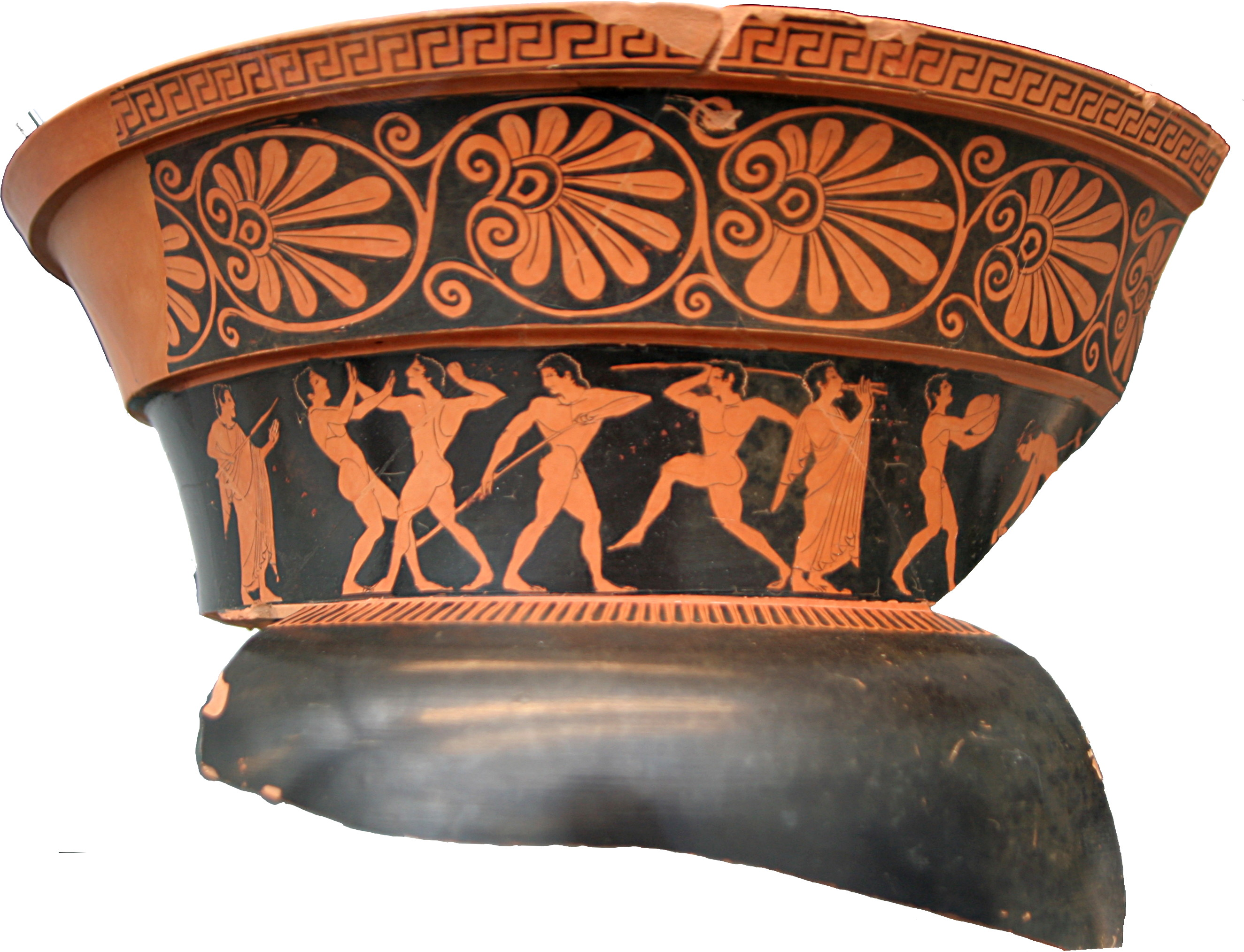
Зображення на давньогрецькій вазі 3-х видів п'ятиборства: метання диску і спису, боротьба (поштовхи долонями). Праворуч частково збереглося зображення стрибка

Змагання античних Олімпійських ігор — види спортивних олімпійських змагань Стародавньої Греції з 776 р. до н.е. до кінця IV сторіччя нової ери.
Атлетичні змагання стародавні греки зводять до часу життя мітичного Геракла, яке самі ж визначили у XIII ст. до н.е. Геракл, як і годиться героєві, здобував перемоги у боротьбі та панкратіонові.
На честь перемоги Зевса над своїм батьком почали проводити Олімпійські ігри. Учасники Троянської облоги ганяли колісниці, бігали наввипередки, билися на кулаках, боролися, билися в повному озброєнні до першої крови (праобраз панкратіону), метали диск з самородного заліза, стріляли з лука. Найбільш популярним у силу своєї демократичности був біг. Стародавній цар Ендіміон виставив в якості призу за перемогу в бігу своє царство, щоправда змагалися тільки його сини. Саме біг став основним видом змагань на античних Олімпіадах, коли після темних часів грецької історії відновили проведення Олімпіад у IX ст. до н.е. (див. Олімпіада (хронологія) ).

## Біг
- Біг на дістанцію ( грец. στάδιον лат. stadium) — біг з одного кінця стадіону до іншого на дистанцію в одну олімпійську стадію (192 м). Перший і єдиний вид змагань з 1-го по 13-ту Олімпіади (до 724 до н.е.). Олімпіади за традицією рахувалися за іменами переможців у цьому змаганні, перш ніж були пронумеровані в послідовному порядкові. З бігу на стадію починалися змагання серед дорослих, потім змагалися в подвійному бігові. Атлети виходили на старт в оголеному вигляді. Найбільш величним бігуном античності вважався Леонід з Родосу, котрий отримав у II ст. до н.е. 12 перемог на 4 Олімпіадах.[2]
- Подвійний біг (грец. Δίαυλος, diaulos) — біг на дві стадії (384 м). Атлети пробігають стадіон, повертають навколо стовпа та повертаються назад до старту.[3] Входить до складу Олімпійських змагань на 14-й Олімпіаді в 724 р. до н.е.
- Довгий біг (грец. δόλιχος dolichos) — біг на 7 стадій (1344 м). Атлети, пробігаючи стадію, розверталися навколо стовпа на одному кінці стадіону, потім бігли стадію назад і розверталися навколо одного стовпа. В складі Олімпійських змагань на 15-й Олімпіаді в 720 до н.е. [4] Довжина дистанції змінювалася в різні роки від 7 до 24 стадій (до 4608 м).
- Біг у повному озброєнні або біг гоплітів, «гоплітодром » (грец. ὁπλίτης, hoplitodromos) — біг у шоломі, поножжі та зі щитом на дві стадії. Пізніше з озброєння залишили тільки щита. В складі до Олімпійських змагань на 65-й Олімпіаді в 520 р. до н. е. Атлети змагаються оголеними, як і в інших Олімпійських видах за винятком перегонів на конях. Бігом гоплітів ігри завершувалися.

## Єдиноборство
- Кулачний бій (дав.-гр. πυγμή,  лат. pugilatus) доданий до Олімпійських змагань на 23-й Олімпіаді ( 688 до н. е. ). Особливою повагою користувалися бійці, які змогли перемогти, не отримавши удару від суперника. Правилами в кулачному бою заборонялися: захоплення суперника, підніжки та удари ногами. Бійці обмотували кисті шкіряними ременями, тим не менш, цей вид змагань вважався найнебезпечнішим. Античні автори описують розбиті носи, вибиті зуби та зім'яті вуха у атлетів. Загибель атлета в поєдинку не була чимось винятковим.

Павсаній оповів про один з таких поєдинків на Немейських іграх:
«На Немейських іграх аргосці присудили вінок перемоги вже мертвому Кревгові, тому що сіракузець Дамоксен, що бився з ним порушив їх взаємний договір. Вже настав вечір, коли вони приступили до кулачного бою; і ось вони при свідках вмовилися наносити удари один одному по черзі. Кулачні бійці в той час ще не носили на зап'ястях жорстких ременів, але билися в м'яких ременях, прикріплюючи їх під вигином руки так, щоб пальці у них залишалися вільними. Ці м'які ремені робилися з тонких смуг сирої волової шкіри і перепліталися між собою за якимось старовинн способом. І ось в тому випадку, про який я розповідаю, Кревга опустив свій удар на голову Дамоксена; у свою чергу Дамоксен наказав Кревгові підійняти руки, і, коли він це виконав, Дамоксен вдарив його витягнутими пальцями під ребра: зважаючи на міцність нігтів і силу удару рука увійшла всередину, і Дамоксен, схопившися за нутрощі, відірвав їх та витягнув назовні. Кревга негайно ж віддав Богові душу, а аргосці за те, що Дамоксен порушив договір і замість одного удару скористався супроти свого суперника багатьма, вигнали його. Кревзі, хоча і померлому, вони приписали перемогу і поставили йому в Аргосі статую.» 
Якщо бійці втомлювалися, дозволялася перерва для відпочинку. Якщо ж і після відпочинку переможець не з'являвся, то бійці обмінювалися обговореним числом ударів, від яких не захищалися. Поєдинок завершувався здачею суперника: переможений підіймав руку, коли був не в силах чинити опір. Античні лікарі вважали кулачний бій хорошим засобом проти хронічних головних болів.
На 72-й Олімпіаді в 492 до н.е. Клеомед з Астіпалеї вбив під час поєдинку Ікка з Епідавру і був позбавлений титулу переможця в кулачному бою. Великим бійцем був Тісандр з Наксоса на Сицилії, який переміг у чотирьох Олімпіадах. Павсаній зауважує, що від Наксоса не залишилося навіть руїн і тільки завдяки Тісандрові зберігається пам'ять про місто .
- Панкратіон (грец. παγκράτιον) — рукопашний бій, в якому поєднувалися удари руками і ногами і борцівська техніка. Слово є похідним від грецьких слів пан і кратос, тобто означає приблизно «усією силою». Удушення було дозволено, заборонені укуси і видавлювання очей. Цей вид змагань увели до Олімпійських ігор у честь мітичного засновника ігор Геракла, який зумів здолати величезного лева, тільки задушивши його, бо шкура лева була невразлива для зброї. Доданий як вид Олімпійських змагань на 33-й Олімпіаді в 648 до н.е. Для юнаків панкратіон уведений тільки на 145-й Олимпиаде в 200 до н. е.

Філострат зауважив: ідеальний боєць в панкратіоні той, хто бореться краще, ніж боксер, і боксує краще, ніж борець.
Аріхіон з Фігалеї на 54-й Олімпіаді був задушений і помер, виграючи панкратіон у третій раз. Навіть мертвим він став переможцем, тому що його суперник першим визнав поразку, не в силах терпіти біль від зламаного Аріхіоном великого пальця на нозі . Труп Аріхіона увінчали вінком під оплески глядачів.
Сострат з Сікіону отримав прізвисько Пальчик, тому що здобув перемоги у панкратіоні на трьох Олімпіадах (починаючи со 104-й), захоплюючи і ламаючи фаланги пальців у суперника .
Артемідор з Траллу повинен був битися серед юнаків за віком, але, ображений одним з дорослих панкратіоністів, вступив до більш старшої категорії і здобув перемогу в панкратіоні серед чоловіків у 212-у Олімпіаду .
Полідамант Скотусський виграв панкратіон у 93-ю Олімпіаду. Про нього говорили, що він здолав лева голими руками, а в сутичці з трьома найсильнішими персами вбив їх усіх .
- Боротьба грец. πάλη, лат. lucta) додана до Олімпійських змагань на 18-й Олімпіаді (708 до н.е. ). Правилами заборонялися удари, але поштовхи дозволялися. Грецька мова мав багато термінів для позначення різних прийомів і позицій. Боротьба поділялася на дві основні позиції: у стійці і на землі, вірніше, м'якому ґрунті, посипаного піском.

Леонтіск з Мессіни на Сицилії отримав прізвисько Пальчик, тому що брав перемоги у боротьбі, захоплюючи і вигинаючи пальці у суперника . Легендарним борцем був Мілон з Кротона, який у 14-річному віці переміг у боротьбі серед юнаків (категорія до 20 років). Потім він здобув перемоги в боротьбі для дорослих на п'яти наступних Олімпіадах і зазнав поразки на 66-й Олімпіаді (516 до н. е. ). Вважається, що в дитинстві Мілон бігав з телям на спині. Згодом теля перетворився на бика, але Мілон як і раніше з легкістю підіймав його і бігав. Про Мілона Павсаній розповідає наступне: він обв'язував навколо голови мотузку і, затримуючи дихання, рвав мотузку набряклими від натиску крови венами .

## Пентатлон
- Пентатлон (дав.-гр. πενταθλον, лат. quinquertium pentathlon) — п'ятиборство, яке включало біг на стадію, метання диску, метання списа, стрибок у довжину і боротьбу. Входить до складу Олімпійських змагань на 18-й Олімпіаді в 708 р. до н. е.

Усі види проводилися в один день у певному порядку, починаючи зі стрибків. Невідомо, як саме визначався переможець у п'ятиборстві. За версією одного з істориків  — атлети ділилися на пари і змагалися між собою. Переможцем вважався той, хто виграв у суперника три види змагань. Потім переможці змагалися між собою до тих пір, поки не залишалася фінальна пара .
Арістотель вважав, що п'ятиборство найбільш гармонійно розвиває тіло атлета. Стрибкова техніка відрізнялася своєрідністю: атлет використовував гантелі в руках для збільшення дальности стрибка. Максимальна дальність стрибка  згідно з античними авторами доходила до 15 м. Невідомо, було це перебільшенням авторів або стрибок складався з декількох стадій, подібно до сучасного потрійного стрибка. Як вважають сучасні дослідники за зображеннями на давньогрецьких вазах, атлет стрибав без розбігу, з місця.
Горг з Еліди був єдиним атлетом, який виграв чотири Олімпіади в п'ятиборстві, а крім того він також здобув перемоги в подвійному бігу і бігу гоплітів (гоплітодромі) . П'ятиборство для юнаків проводилося тільки один раз, на 38-й Олімпіаді, мабуть із-за обмеженості часу, протягом якого проходили ігри.

## Кінні перегони на колісницях
Єдиний вид змагань, у якому могли брати участь жінки, тому що чемпіонами оголошувалися власники коней і колісниць, а не жокеї. Першою цією можливістю скористалася рідна сестра спартанського царя Киніська, яка стала першою жінкою-чемпіоном Олімпійських Ігор.
Спочатку на 25-й Олімпіаді (680 р. до н.е. ) були уведені перегони квадриг. Потім до них додані на 33-й Олімпіаді (648 р. до н.е. ) перегони на конях, і на 93-й Олімпіаді (408 р. до н.е. ) перегони колісниць з двома кіньми в упряжці. Подібно до того як проводилися змагання в категоріях між чоловіками та юнаками, так і на перегонах були дві категорії: дорослі коні і жеребці.
У гонках квадриги здійснювали 12 кіл на іподромі, нерідко колісниці перекидалися на поворотах, калічачи візників. На відміну від бігу та єдиноборств у перегонах могли брати участь тільки багаті греки і царські особи, яким під силу було утримувати коней. Саме власників коней, а не візників вважалися переможцями. Серед переможців у перегонах квадриг відзначені македонський цар Філіп II та римські імператори.
На 68-й Олімпіаді (508 р. до н. е. ) кінь Фейдола з Коринту на початку перегонів скинув вершника, але тим не менш подолав усю дистанцію вірно, повернув навколо стовпа і зупинився після фінішу. Йому присудили перемогу і увінчали невмілого вершника вінком .

## Змагання трубачів і герольдів
На 96-й Олімпіаді (396 р. до н. е. ) до програми Ігор були додані змагання між трубачами і герольдами, як логічний наслідок з'єднання спорту та естетичної насолоди в поглядах еллінів. Відомо, що під час проведення Олімпійських ігор письменники і поети читали уголос свої твори, художники виставляли на агорі свої твори. Після завершення Ігор скульпторам замовляли олімпійські статуї переможців , а поети складали на їх честь хвалебні пісні — енкомії .